# Spagnola faccia bianca
La Spagnola faccia bianca  o semplicemente Spagnola o Spanola nera faccia bianca (conosciuta internazionalmente con il nome di White Faced Black Spanish) è una razza media di pollo attiva e rumorosa di origini mediterranee avente caratteristiche uniche e particolari. Fissata definitivamente in Gran Bretagna verso il 1800 in fattezze uguali a quelle attuali, i primi documenti sull'inizio della creazione della specie risalgono al 1572, la razza non conquistò l'interesse degli allevatori in quanto i primi esemplari si dimostrarono deboli e brutti a prima vista. Qualche contadino si impegnò nel mantenimento di pochi esemplari poiché è un'ottima ovaiola, comunque la razza restava rarissima tanto che ancora alla fine dell'800 la Spagnola a faccia bianca era praticamente sconosciuta. Si tratta di una razza di mole leggera, caratterizzata dal folto e morbido piumaggio nero con riflessi verdastri, che conferisce al pollo un aspetto più possente. Questo pollo ha sulla faccia degli orecchioni bianchi carnosi che vanno sopra le penne del collo e sono la sua particolarità unica, presente solo in questa razza. A causa di questi ultimi viene soprannominata "pollo clown" e "fowl di Siviglia". La razza ha estimatori in tutto il mondo, anche se è molto rara ovunque.
Razza molto vecchia che ha avuto origine dalla mutazione di polli spagnoli di campagna. L'attuale tipo è stato selezionato e presentato per la prima volta alle mostre in Inghilterra.
Nata come pollo da uova e carne a partire da molte razze di origine olandesi e spagnole incrociate tra loro, la razza è diventata nel ventesimo secolo principalmente un pollo da esposizione, grazie a varie caratteristiche fisiche, tra cui i caratteristici orecchioni. Si tratta di un pollo medio/leggero e dal ricco piumaggio, dotato di cresta semplice. I tratti più salienti sono la colorazione principale, la nera, e il fatto di avere due enormi orecchioni bianchi che ricoprono tutta la faccia a differenza della maggior parte dei polli che non ne ha. Gli allevatori tedeschi ed inglesi si sono concentrati alla fine degli anni '90 a salvare la razza, tenuta sulla soglia estrema dell'estinzione, fin dalla sua nascita, a causa della sua non popolarità ed alla perdita delle caratteristiche produttive.

## Etimologia
La denominazione Spagnola a faccia bianca è ritenuta collegata all'origine degli antenati e antenate di questa specie alla Spagna, infatti i ceppi di polli, usati per creare la razza, provenivano dalla Spagna. La denominazione "a faccia bianca" deriva dal colore degli orecchioni che ricoprono interamente la faccia. Importante è tenere conto che con la denominazione razza si intende un tipo di animale (o vegetale) diverso da tutti gli altri, e può essere in diverse forme (in questo caso con la forma grande e quella nana, sempre restando nella stessa razza). 
Si sa comunque che la comparsa della mutazione che determina gli orecchioni è del tutto casuale.
Nel 1816 in Inghilterra, le caratteristiche standard della specie erano ben definite ma, siccome non si conoscevano bene le origini, i primi esemplari, presentati al Première place vennero chiamati Spagnola a faccia bianca. Dopo qualche anno è stato confermato che l'origine era spagnola ed il nome assunse la denominazione (non ufficiale) di Spagnola poiché l'unica con questa parola.

## Storia

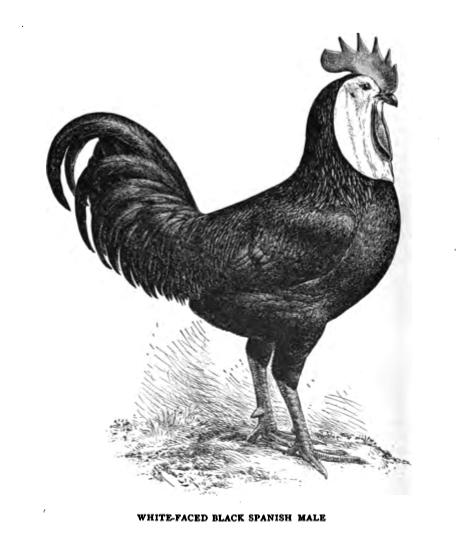
Antica stampa raffigurante questa razza nella sua forma standard perfetta

È con ogni probabilità la razza mediterranea più antica. Cristoforo Colombo l'ha portata nel Nuovo Continente in occasione del suo secondo viaggio. Oggi è molto rara.
Razza molto vecchia originata dalla mutazione di polli spagnoli di campagna. L'attuale tipo è stato selezionato e presentato per la prima volta alle mostre in Inghilterra.
La Spagnola a faccia bianca è uno dei polli più rari del mondo. Nel 2008 solo due esemplari si sono presentati ai campionati italiani di polli e questo ne conferma ciò che è stato detto sopra.
La rarità di questo pollo è dovuto al fatto che molte persone trovano sgradevoli gli orecchioni.
La Spagnola a faccia bianca è una razza autoctona di pollo. La razza è considerata la mediterranea più antica. I britannici la registrarono la prima volta nel lontano 1572. I polli originari per la creazione di questa razza venivano dalla Spagna ed esemplari di questa razza vennero allevati nei Caraibi e nell'America meridionale. In Sud America fu popolare durante il periodo coloniale dova fu conosciuta come la " Aves de Sevilla".
Qualcuno ritiene che una progentite di questa razza (e della sua forma nana fu la Castigliana nera.
È con ogni probabilità la razza mediterranea più antica. Cristoforo Colombo ha portato i suoi antenati nel Nuovo Continente in occasione del suo secondo viaggio. Oggi è molto rara.
Questo particolarissimo pollo non è sorto come volatile da esposizione.
In effetti l'esagerazione dei caratteri peculiari (gli abnormi orecchioni bianchi) hanno reso molto difficile la conservazione della razza, infatti l'ambiente in cui la razza si è sviluppata e in cui viveva, le hanno fatto perdere una grande parte delle eccellenti qualità produttive, recuperate solamente con la selezione e l'orientamento verso quei sensi. 
Certamente l'origine dei ceppi nativi da qui deriva questo pollo arrivarono in Inghilterra sotto il regno di Filippo II, in un periodo in cui il commercio di polli con la Spagna era particolarmente attivo.
Una seconda invasione di polli, che influì sul fissaggio della razza, venne dai Paesi Bassi, allora sotto dominio spagnolo.
La Spagnola a faccia bianca è una razza di pollo di origini europee creata in Gran Bretagna nel 1800 circa da esemplari di vario patrimonio genetico provenienti dalla Spagna. I primi esemplari vennero esposti al Première place però si dimostrarono deboli e non suscitarono grande interesse.
Nel XIX secolo in alcuni paesi europei il mercato del pollo da carne e uova era in continua crescita. A tale scopo venivano utilizzati i polli presenti nelle campagne, ma con l'arrivo delle grandi razze asiatiche, gli allevatori cercarono di aumentare la mole, le uova e il peso del loro pollame utilizzando le nuove arrivate. Anche in Gran Bretagna il mercato era sempre più in espansione, per cui gli allevatori si prefissarono lo scopo di creare dei polli da carne che potessero soddisfare le esigenze dei mercati inglesi. Tutto iniziò intorno alla metà dell'800, precisamente in Inghilterra, un allevatore voleva creare una razza senza una particolare traccia da seguire. E la selezione partì utilizzando ceppi vai di polli spagnoli, inglesi e olandesi. Il risultato (venuto a caso senza un ben preciso progetto), però, fu una razza di pollo dalle caratteristiche ritenute orribili. I pochissimi allevatori che la presero cercarono quindi di eliminare gli orecchioni e di ristabilire le caratteristiche produttive, soprattutto ovaiole, di mantenere il rapido accrescimento e il buon peso di questo pollo, senza riuscirci.
Il materiale da cui si partì fu dunque molto eterogeneo sia morfologicamente che geograficamente; si usarono infatti razze di origine spagnola, inglese e olandese. Ovviamente un insieme di geni e caratteristiche così diversi diede luogo a un risultato altrettanto eterogeneo. 
Il merito di aver fissato la razza va al direttore dell'American Poultry Association, scuola di avicoltura, il quale approvò lo standard ed il riconoscimento ufficiale di razza (molto rara) e prefissò come obbiettivo quello di non cambiare minimamente le caratteristiche morfologiche, preservando gli orecchioni. Così nel 1816 videro la luce i primi esemplari riconosciuti ufficialmente della nuova razza, che prese il nome di White-Faced Black Spanish, dal nome inglese della razza. Questi primi polli erano precisamente uguali dall'attuale. A livello storico questa razza rimase da quando fu creata, nel 1816, sulla soglia dell'estinzione. Questo fatto fu determinato dalla scarsissima produzione di uova e carne. Per moltissime volte la razza si credette estinta, nel corso di fine ottocento, guerre mondiali ed in un periodo di tempo che va dagli anni cinquanta a quelli novanta.

### Il pollo oggi
La razza rimase molto rara fino al 1990 anno in cui allevatori tedeschi e inglesi avviavano un programma di allevamento per preservarla dall'estinzione imminente. La prima esposizione venne a Londra dove non ebbe però che qualche fischio dalla folla, non interessata. Evolutivamente, la Spagnola a faccia bianca è discesa dal gallus gallus, però in natura non sarebbe mai esistita in quanto è stata fissata dall'uomo. Il fattore che mantiene al giorno d'oggi sono sia le caratteristiche fisiche e psicologiche ed una produzione migliorata. La Spagnola a faccia bianca, a causa delle caratteristiche della grande faccia, è un volatile di grande mole, svelto, mai robusto (nonostante la poca attività).
Questa particolarissima razza di pollo è arrivata negli USA dalle Antille, dove era stata portata dai coloni inglesi. Questo pollo è il più antico (1816) presente negli soprattutto negli Stati del sud (portata durante il periodo coloniale) al giorno d'oggi.

## Caratteristiche morfologiche standard
La Spagnola a faccia bianca è un pollo particolarissimo, non a tutti può piacere e da taluni è considerata deforme e brutta. È l'unica razza caratterizzata dalla faccia completamente bianca, un aspetto generale grazioso ed un portamento elegante. È una razza leggera, tipicamente mediterranea.
La Spagnola a faccia bianca è stata ammessa all'American Poultry Association nel 1874, anno in cui venne istituito anche lo standard ufficiale per le mostre del globo. Il primo documento di abbozzo di questa razza venne documentato in Gran Bretagna del sud nel lontano 1572.
In questi anni qualche allevamento ovaiolo di questo pollo è stato fondato negli USA, ma si tratta di piccole fattorie, con scopi commerciali o di restauramento. 
Nella selezione è importante mantenere soggetti vigorosi e con la faccia completamente bianca, senza trascurare la taglia e la forma.
- Tipologia standard: È un pollo di media grandezza, robusto, vivace e molto appariscente. È l'unica razza caratterizzata dalla faccia completamente bianca.; ha cresta semplice, molto grande, ben impiantata e portata diritta. Nella selezione è importante mantenere soggetti vigorosi e con la faccia completamente bianca, senza trascurare la taglia e la forma.
- Cresta: Semplice, grande, con cinque denti non troppo profondi, rossa, dritta nel gallo mentre nella femmina è piegata, attaccata alla base del becco. Lobo portato staccato dalla nuca, di tessitura fine e rossa; nella gallina la cresta è inclinata su un lato senza coprire l'occhio.
- Orecchioni: Grossi, bianchi, lisci o rugosi e carnosi ed enormi.
- Occhi: Grandi, da rosso scuro a bruno scuro, rosso - arancio o neri, spesso coperti dagli orecchioni.
- Favoriti: abbondanti e ben sviluppati.
- Tarsi: I tarsi sono blu ardesia o ardesia foncé.
- Testa: Media, lunga e larga, la caratteristica principale sono gli enormi orecchioni bianco pallido che sembrano doppi barbigli (e lo sono) ma più grossi e larghi; partono dall'attaccatura della cresta circondando anche gli occhi e finiscono alla base del collo. Gli orecchioni sono bianchi puri, grandi, lisci, senza peluria né rughe, conglobano completamente la faccia e si estendono in forma arrotondata oltre i bargigli. Bargigli lunghi, larghi, lisci, di tessitura fine, rossi ad eccezione delle parti interna e superiore che sono bianche; faccia bianca, liscia, molto grande, senza peluria, gonfia attorno agli occhi, ma senza compromettere la vista, si estende dall'attaccatura del becco fin dietro la testa conglobando orecchioni e bargigli. Tronco cilindrico e allungato. I barbigli sono più piccoli degli orecchioni. Si trovano sopra questi ultimi e partono dall'attaccatura del grosso becco dritto, forte, di grandezza media e nero. Becco forte e di media grandezza, corno scuro. La lingua è rossa, rosso - nera o nera.
- Corpo: Medio, ha forma allungata ma massiccia, il dorso è leggermente inclinato nel gallo. Le ali sono ben aderenti al corpo. Il portamento della larga coda, che ha penne lunghe, è abbastanza alto nel gallo mentre nella femmina è più prostrato. Collo mediamente lungo, con mantellina abbondante e lunga; spalle larghe e arrotondate; dorso di media lunghezza, largo, leggermente inclinato verso la groppa che è ben impiumata; ali lunghe, ben chiuse e aderenti al corpo. Coda portata mediamente alta, chiusa, con falciformi mediamente lunghe e larghe; petto abbastanza largo, ben arrotondato e portato alto; ali lunghe, ben chiuse e aderenti al corpo; coda portata mediamente alta, chiusa, con falciformi mediamente lunghe e larghe; petto abbastanza largo, ben arrotondato e portato alto; gambe ben evidenti e con piumaggio corto; tarsi lunghi, fini, senza piume, con quattro dita e unghie color corno scuro. Muscolatura forte, pigmentazione intensa, pelle bianca e morbida, ventre largo, profondo e ben sviluppato. Muscolatura forte. Pollo di taglia media con ossatura non troppo grossa; il gallo pesa tra i 2,5 e i 3,0 kg, la gallina tra i 2,0 e i 2,5 kg. I pollastri devono pesare 6-1/2 libbre, i pulcini 5-1/2.
- Uova: Depone uova di circa 60 grammi con il guscio color bianco calce. Il petto è abbastanza largo, ben arrotondato, portato alto. Ventre largo profondo e ben sviluppato.
- Piumaggio: Anche se può presentarsi marrone - arancio, deve essere unicamente nero. Piumaggio largo, ben aderente al corpo, piumino non troppo folto. Le lanceolate della groppa sono molto abbondanti.
- Pelle: La pelle di questo particolarissimo pollo può essere bianca, gialla o nera
- Zampe: Nude, nere e leggermente squamose con quattro dita, tre davanti e una dietro. Agli esemplari, quando invecchiano, nasce un quinto dito chiamato sperone nel retro della zampa e più in alto degli altri. Gambe ben evidenti, piumaggio corto; tarsi lunghi, fini, quattro dita, senza piume.
- Peso medio: Galli KG. 3,0. - Galline KG. 2,3.
- Uovo: Peso minimo g.60.
- Colore del guscio: Bianco.
- Il nero con riflessi verdastri è il solo colore di questa particolarissima specie. Qualcuno pensa dell'esistenza di una varietà blu scuro, ma si è scoperto che si tratta solo di esemplari neri dal mantello leggermente più chiaro.
- Gli orecchioni sono solo bianchi e possibilmente lucidi o smaltati.
- La cresta è sempre rossa sia nel gallo che nella gallina.

Nell'allevamento è importante selezionare soggetti vigorosi e con faccia completamente bianca, senza trascurare la taglia e la forma.

### Tipo grande
Nel 1816, durante la creazione della razza, e la sua iscrizione allo standard internazionale, vennero riconosciute due forme di Spagnola a faccia bianca, quella grande (o normale) e quella nana (restando sempre la stessa razza), del tutto identiche tranne che per la mole. Il tipo nano è più comune del tipo normale, anche se rimane rarissimo.
- Massa corporea ideale: Galli da 3 a 3,6 kg, galline da 2,5 a 3 kg.
- Uovo all'incubazione: Min. 55g, con guscio bianco.
- Diametro dell'anello di riconoscimento: Galli: 20mm, galline 18mm.

Nell'allevamento è importante selezionare soggetti vigorosi e con faccia completamente bianca, senza trascurare la taglia e la forma.
- Soggetti forti, robusti e pesanti.

### Tipo nano
Il tipo nano (o razza nana) è un gruppo di polli Spagnola a faccia bianca dalla mole minore esso è precisamente uguale alla razza grande, da cui differisce solo per la taglia. Anche le caratteristiche comportamentali non cambiano. Essi sono riconosciuti come varietà nana di questo pollo, ma le associazioni, per evitare che il tipo nano venga dequalificato da quello grande lo riconobbero razza a sé stante.
- Massa corporea ideale: Galli 1 kg, galline 900 grammi.
- Uovo all'incubazione: Min. 40g, con guscio bianco.
- Diametro dell'anello di riconoscimento: Galli: 14mm, galline 12mm.

### Difetti gravi
Tracce di rosso nella faccia; colore dei tarsi diverso dal blu ardesia o nero; cresta del gallo piccola o piegata e con un numero maggiore o minore di punte. Cresta dritta nelle galline o piegata nei galli. Orecchioni troppo grossi e verrucosi tanto da ostacolare la vista. Denti della cresta troppo diseguali e poco definiti. Barbigli uniti, con pieghe sia verticali che orizzontali. Orecchioni colorati di giallo intenso o macchiati di chiazze di pelle rossa. Questi ultimi non devono coprire gli occhi. Mantello di colore bluastro, grigio-bianco o bianco-blu e senza riflessi verdognoli. Penne e piume ruvide. Zampe scagliose e dure. Le ossa non devono essere troppo grosse. Peso del gallo inferiore a kg2,1 e peso della gallina inferiore a kg1,7.
Piumaggio scarso e scomposto, piumino chiaro.

## Diffusione

### In Italia
È difficile apprendere la diffusione della razza Spagnola a faccia bianca in Italia, in effetti le caratteristiche fisiche e la rarità non ne facilitano certo la diffusione e non esiste un ente statistico che ne misuri. Questo tipo di pollo è diffuso principalmente al sud, soprattutto in Sicilia.

### All'estero
All'estero la Spagnola a faccia bianca è presente soprattutto negli Stati Uniti, in Australia e Sud America (oltre ad altri paesi). È ovunque rarissima.

## Qualità
In origine questa era una razza che rientrava tra le ovaiole, ma a causa della selezione per ottenere gli orecchioni bianco smaltato la facoltà di deporre non è più molto importante. Nonostante tutto è pur sempre un'ottima ovaiola (150-180 l'anno, tre volte a settimana, di colore bianco). Produce grosse uova bianche, ma poi diviene riluttante nel covarle. Il carattere è mansueto e fiducioso verso il proprietario. I grossi orecchioni bianchi lucidi sono precedenti in forma rudimentale fin dalla nascita, diventano più spessi e duri man mano che il pulcino cresce. In inverno è opportuno spalmare con paraffina cresta e orecchioni, pena il congelamento.
La maturità sessuale completa avviene ad un anno di età.
Una particolare attenzione va alla pulizia giornaliera degli orecchioni in quanto il sebo può farli ingiallire. I galli appena adulti devono essere divisi in quanto se qualche ferita andasse inflitta agli orecchioni le cicatrici sarebbero marroni. Nella vecchiaia gli orecchioni diventano sempre più rugosi fino a creare problemi oculari. È stata riconosciuta come razza dall'American Poultry Association nel 1874. In Sud America vi è arrivata durante il periodo coloniale del 1800 da quei pochi contadini che la tenevano che sono emigrati.
Al giorno d'oggi esistono alcune aziende statunitensi, finanziate dal governo USA per la conservazione della razza, con una piccola selezione adatta a quello scopo.

## Polli simili
La razza Minorca può vagamente assomigliare alla Spagnola a faccia bianca visto il piumaggio nero con riflessi verdastri, però le mancano totalmente i giganteschi orecchioni bianchi ed altre caratteristiche fisiche.